# Igrzyska Azjatyckie 1986
X Igrzyska Azjatyckie – zawody sportowe państw azjatyckich, które odbyły się w dniach 20 września-5 października 1986 w stolicy Korei Południowej, Seulu. Były to pierwsze igrzyska azjatyckie odbywające się w Korei Południowej. W programie igrzysk znajdowało się 25 dyscyplin.

## Uczestnicy igrzysk
W X Igrzyskach Azjatyckich wzięły udział 22 reprezentacje, będące członkami Międzynarodowego Komitetu Olimpijskiego. 
| - Bahrajn - Bangladesz - Chiny - Filipiny - Hongkong - Indonezja - Indie - Iran | - Irak - Japonia - Jordania - Katar - Korea Południowa - Kuwejt - Liban - Malezja | - Nepal - Oman - Pakistan - Singapur - Tajlandia - Zjednoczone Emiraty Arabskie |

## Konkurencje sportowe na IA 1986
X Igrzyska Azjatyckie rozgrywano w 25 dyscyplinach sportowych.
| - Łucznictwo - Lekkoatletyka - Badminton - Koszykówka - Kręgle - Boks - Kajakarstwo - Kolarstwo - Nurkowanie - Jeździectwo | - Szermierka - Hokej na trawie - Piłka nożna - Golf - Gimnastyka - Piłka ręczna - Judo - Wioślarstwo - Żeglarstwo - Strzelectwo | - Pływanie - Tenis stołowy - Taekwondo - Tenis ziemny - Piłka siatkowa - Piłka wodna - Podnoszenie ciężarów - Zapasy |

## Klasyfikacja medalowa
| Miejsce | Reprezentacja    |     |     |     | Łącznie |
| 1       | Chiny            | 94  | 82  | 46  | 222     |
| 2       | Korea Południowa | 93  | 55  | 76  | 224     |
| 3       | Japonia          | 58  | 76  | 77  | 211     |
| 4       | Iran             | 6   | 6   | 10  | 22      |
| 5       | Indie            | 5   | 9   | 23  | 37      |
| 6       | Filipiny         | 4   | 5   | 9   | 18      |
| 7       | Tajlandia        | 3   | 10  | 13  | 26      |
| 8       | Pakistan         | 2   | 3   | 4   | 9       |
| 9       | Indonezja        | 1   | 5   | 14  | 20      |
| 10      | Hongkong         | 1   | 1   | 3   | 5       |
| 11      | Katar            | 1   | 0   | 3   | 4       |
| 12      | Bahrajn          | 1   | 0   | 1   | 2       |
| 12      | Liban            | 1   | 0   | 1   | 2       |
| 14      | Malezja          | 0   | 5   | 5   | 10      |
| 15      | Irak             | 0   | 5   | 2   | 7       |
| 16      | Jordania         | 0   | 3   | 1   | 4       |
| 17      | Kuwejt           | 0   | 1   | 8   | 9       |
| 18      | Singapur         | 0   | 1   | 4   | 5       |
| 19      | Arabia Saudyjska | 0   | 1   | 0   | 1       |
| 20      | Nepal            | 0   | 0   | 8   | 8       |
| 21      | Bangladesz       | 0   | 0   | 1   | 1       |
| 21      | Oman             | 0   | 0   | 1   | 1       |
| Razem   | Razem            | 270 | 268 | 310 | 848     |